# メルヴィン・デ・レーウ
メルヴィン・デ・レーウ（オランダ語: Melvin de Leeuw, 1988年4月25日 - ）は、オランダ・北ブラバント州ベルヘン・オプ・ゾーム出身のサッカー選手。

## 経歴
エールステ・ディヴィジのRBCローゼンダールでプロキャリアを始め、2007年11月4日、RKCヴァールヴァイク戦でプロデビューを果たした。2008年10月25日、SCカンブール・レーワルデン戦で初ゴールを記録した。
2011年、エールステ・ディヴィジのSCカンブール・レーワルデンへ2年契約で移籍した。
2013年5月、SCカンブールと契約を延長しないことが発表され、スコティッシュ・プレミアリーグのロス・カウンティFCと契約した。2013-14シーズンはチーム得点王となる9ゴールを記録した。2014年10月末、個人的な理由により、クラブと合意の上で契約は解消された。
2015年1月、タイ・プレミアリーグのアーミー・ユナイテッドFCと契約した。